# Callicarpa fasciculiflora
Callicarpa fasciculiflora là một loài thực vật có hoa trong họ Hoa môi. Loài này được Merr. mô tả khoa học đầu tiên năm 1920 publ. 1921.